# Лімба (Румунія)
Лімба, Думбрава (рум. Limba) — село у повіті Алба в Румунії. Входить до складу комуни Чугуд.
Село розташоване на відстані 264 км на північний захід від Бухареста, 4 км на південь від Алба-Юлії, 81 км на південь від Клуж-Напоки.

## Населення
За даними перепису населення 2002 року у селі проживали 309 осіб, усі — румуни. Усі жителі села рідною мовою назвали румунську.